# بيتر ك. جونز
بيتر ك. جونز (بالإنجليزية: Peter K. Jones)‏ هو سياسي أمريكي، ولد في 1838 في بطرسبرغ في الولايات المتحدة. حزبياً، نشط في الحزب الجمهوري.